# Ferenc Bene
Ferenc Bene, madžarski nogometaš, * 17. december 1944, Balatonújlak, Madžarska, † 27. februar 2006, Budimpešta, Madžarska. 
Sodeloval je na nogometnemu delu poletnih olimpijskih iger leta 1964.